# Silvio Lopes
Pour les articles homonymes, voir Lopes.
Silvio Lopes, né en 1992, est un nageur handisport angolais.

## Carrière
Aux Jeux africains de 2011 à Nairobi, Silvio Lopes obtient la médaille de bronze sur 100 mètres dos S6-S10. Il ne parvient pas à se qualifier pour les Jeux paralympiques d'été de 2012 à Londres, échouant à trois secondes des minima de qualification sur le 50 mètres nage libre.